# Appertshausen
Appertshausen ist ein Gemeindeteil von Petersdorf im schwäbischen Landkreis Aichach-Friedberg in Bayern. Der Weiler liegt circa einen Kilometer westlich von Petersdorf.

## Gemeindezugehörigkeit
Appertshausen gehörte 1818 mit dem zweiten Gemeindeedikt zunächst zur Gemeinde Schönleiten. Im Jahr 1819 wurde der Weiler nach Petersdorf umgegliedert, weil Schönleiten noch patrimonialgerichtlich blieb.

## Bau- und Bodendenkmäler
Siehe auch: Katholische Kapelle in Appertshausen
- Katholische Kapelle, erbaut 1885
- Burgstall Appertshausen